# Cừu Rideau Arcott
Cừu Rideau Arcott là một giống cừu bản địa của loài cừu nhà có nguồn gốc từ Canada. Đây là một giống cừu hình thành qua con đường lai tạo tổng hợp, chọn lọc những tính trạng của nhiều giống cừu. Chúng là một trong những giống mà chỉ có một vài giống vật nuôi bản địa tại quốc gia này, cái tên Rideau là một trong những phổ biến ở Ottawa. Phần sau của tên của nó là viết tắt của Trung tâm nghiên cứu động vật ở Ottawa, nơi nó được phát triển cùng với giống cừu Canada Arcott.
Chúng là một trong những giống thuộc có một vài giống vật nuôi phát triển ở Canada, các con cừu Rideau là một sự tổng hợp của nhiều giống cừu khác nhau, nhưng nó chủ yếu là sản phẩm lai của cừu Phần Lan Finnsheep, cừu Suffolk, cừu Đông Friesia, cừu Shropshire, và cừu sừng Dorset. Các bầy nghiên cứu đã bị chấm dứt vào năm 1974, và giống cừu này được phân phối cho các mục đồng bắt đầu từ năm 1988. Cừu Rideau Arcott hôm nay là một giống mẹ, có anh em sinh đôi và sinh ba tiêu chuẩn. Lai với cừu đực Rideau được cho là nhanh chóng tăng tỷ lệ trừu cái đẻ đến 180 phần trăm hoặc hơn. 

## Đặc điểm
Các con cừu Rideau Arcott là một con cừu lớn với một tốc độ tăng trưởng nhanh chóng. Bề ngoài của chúng nói chung là màu trắng, nhưng một số loài động vật có một chút màu ở chân. Khuôn mặt trắng và không có len bao phủ, nhưng một vài mảng tối đôi khi được ghi nhận là có xảy ra. Giống cừu này khuyết sừng một cách tự nhiên do mục đích lai tạo, nhưng một số con cừu đực có thể phát triển những hình thái nhất định của sừng. Cừu đực nặng tới 100 kg (220 lb) và cừu cái nặng trong khoảng từ 70 đến 90 kg (150 và 200 lb). Các giống chủ yếu được nuôi giữ phục vụ cho việc lấy thịt cừu nhưng cũng sản xuất một lông cừu chất lượng trung bình.
Trán chúng phẳng, xương mũi lồi ra, chúng có hố nước mắt, mõm của chúng mỏng, môi hoạt động, răng cửa sắc, nhờ đó chúng có thể gặm được cỏ mọc thấp và bứt được những lá thân cây mềm mại, hợp khẩu vị trên cao để ăn. Chúng có thói quen đi kiếm ăn theo bầy đàn, tạo thành nhóm lớn trên đồng cỏ. Trong da chúng có nhiều tuyến mồ hôi và tuyến mỡ hơn dê. Bởi thế chúng bài tiết mồ hôi nhiều hơn và các cơ quan hô hấp tham gia tích cực hơn vào quá trình điều tiết nhiệt. Mô mỡ dưới da của chúng phát triển tốt hơn dê và ngược lại ở các cơ bên trong của chúng có ít tích lũy mỡ hơn dê. Chính vì vậy, thịt chúng nhiều nạc hơn thịt dê.
Giống cừu này rất sung mãn. Trừu cái đẻ có thể xảy ra trong khoảng thời gian tám tháng và cừu con có thể được đưa vào diện các con trừu đực lúc bảy tháng đến thịt cừu cho lần đầu tiên tại một tuổi. Những con chiên cừu cái có tỷ lệ trừu cái đẻ 170 phần trăm và cừu trưởng thành sản xuất 40 cặp song sinh phần trăm và 50 phần trăm sinh ba. Khi cho lai giữa cừu Suffolk ở Bỉ với cừu Rideau Arcott, khối lượng cừu lai lúc sơ sinh, 21 và 91 ngày tuổi đã tăng đáng kể so với cừu mẹ. Những quan sát được về sự khác biệt trong khối lượng và tăng trọng giữa các kiểu gen khác nhau trong đáp ứng với thức ăn bổ sung có thể là do sự khác biệt về đáp ứng của các kiểu gen khác nhau đối với thức ăn tinh. Tương tác giữa kiểu gen và mức dinh dưỡng đã được nghiên cứu.
Khối lượng sơ sinh là một tính trạng chịu ảnh hưởng di truyền của phẩm giống, các giống khác nhau thì có khối lượng sơ sinh khác nhau, khối lượng sơ sinh cao thường thấy ở những giống cừu cao sản. Nhiều nghiên cứu về tăng trọng và khối lượng cai sữa ở cừu có kết luận là tăng trọng và khối lượng cai sữa của cừu nhiệt đới thấp hơn cừu ôn đới. Tốc độ tăng trưởng của những con cừu con, đặc biệt là trong giai đoạn đầu của sự phát triển thường chịu ảnh hưởng mạnh mẽ bởi giống (kiểu gen) việc chọn lọc đã cải thiện về tầm vóc, năng suất của cừu.

## Chăn nuôi
Chúng có tính bầy đàn cao nên dễ quản lý, chúng thường đi kiếm ăn theo đàn nên việc chăm sóc và quản lý rất thuận lợi. Chúng cũng là loài dễ nuôi, mau lớn, ít tốn công chăm sóc. So với chăn nuôi bò thì chúng là vật nuôi dễ tính hơn, thức ăn của chúng rất đa dạng, thức ăn của chúng là những loại không cạnh tranh với lương thực của người. Chúng là động vật có vú ăn rất nhiều cỏ.
Hầu hết chúng gặm cỏ và ăn các loại cỏ khô khác, tránh các phần thực vật có gỗ nhiều. Chúng có chế độ hoạt động ban ngày, ăn từ sáng đến tối, thỉnh thoảng dừng lại để nghỉ ngơi và nhai lại. Đồng cỏ lý tưởng cho chúng như cỏ và cây họ Đậu. Khác với thức ăn gia súc, thức ăn chính của chúng trong mùa đông là cỏ khô.
Chúng là loài ăn tạp, có thể ăn được nhiều loại thức ăn bao gồm thức ăn thô xanh các loại như: rơm cỏ tươi, khô, rau, củ quả bầu bí các loại, phế phụ phẩm công nông nghiệp và các loại thức ăn tinh bổ sung như cám gạo ngũ cốc. Mỗi ngày chúng có thể ăn được một lượng thức ăn 15-20% thể trọng. Chúng cần một lượng thức ăn tính theo vật chất khô bằng 3,5% thể trọng. Với nhu cầu 65% vật chất khô từ thức ăn thô xanh (0,91 kg) và 35% vật chất khô từ thức ăn tinh (0,49 kg). Khi cho chúng ăn loại thức ăn thô xanh chứa 20% vật chất khô và thức ăn tinh chứa 90% vật chất khô.
Nguồn nước uống là nhu cầu cơ bản của chúng. Lượng nước cần cho chúng biến động theo mùa và loại và chất lượng thực phẩm mà chúng tiêu thụ. Khi chúng ăn nhiều trong các tháng đầu tiên và có mưa (kể cả sương, khi chúng ăn vào sáng sớm), chúng cần ít nước hơn. Khi chúng ăn nhiều cỏ khô thì chúng cần nhiều nước. Chúng cũng cần uống nước sạch, và có thể không uống nếu nước có tảo hoặc chất cặn. Trong một số khẩu phần ăn của chúng cũng bao gồm các khoáng chất, hoặc trộn với lượng ít.

## Chăm sóc
Sau khi cho phối giống 16-17 ngày mà không có biểu hiện động dục lại là có thể cừu đã có chửa, Căn cứ vào ngày phối giống để chuẩn bị đỡ đẻ cho cừu (thời gian mang thai của cừu 146-150 ngày) nhằm hạn chế cừu sơ sinh bị chết; Có thể bồi dưỡng thêm thức ăn tinh và rau cỏ non cho cừu có chửa nhưng tuyệt đối tránh thức ăn hôi mốc; Khi có dấu hiệu sắp đẻ (bầu vú căng, xuống sữa, sụt mông, âm hộ sưng to, dịch nhờn chảy ra, cào bới sàn…) nên nhốt ở chuồng riêng có lót ổ rơm và chăn dắt gần, tránh đồi dốc.
Thông thường cừu mẹ nằm đẻ nhưng cũng có trường hợp đứng đẻ, tốt nhất nên chuẩn bị đỡ đẻ cho cừu; Sau khi đẻ cừu mẹ tự liếm cho con. Tuy nhiên, vẫn phải lấy khăn sạch lau khô cho cừu con, nhất là ở miệng và mũi cho cừu con dễ thở. Lấy chỉ sạch buộc cuống rốn (cách rốn 4–5 cm), cắt cuống rốn cho cừu con và dùng cồn Iod để sát trùng; Giúp cừu con sơ sinh đứng dậy bú sữa đầu càng sớm càng tốt (vì trong sữa đầu có nhiều kháng thể tự nhiên); Đẻ xong cho cừu mẹ uống nước thoải mái (có pha đường 1% hoặc muối 0.5%).
Cừu con trong 10 ngày đầu sau khi đẻ cừu con bú sữa mẹ tự do; Từ 11-21 ngày tuổi cừu con bú mẹ 3 lần/ngày, nên tập cho cừu con ăn thêm thức ăn tinh và cỏ non, ngon; 80-90 ngày tuổi có thể cai sữa. Giai đoạn này phải có cỏ tươi non, ngon cho cừu con để kích thích bộ máy tiêu hóa phát triển (đặc biệt là dạ cỏ) và bù đắp lượng dinh dưỡng thiếu hụt do sữa mẹ cung cấp không đủ; Cừu sinh trưởng và phát triển nhanh, mạnh ở giai đoạn này.